# ویل ایمسون
ویل ایمسون (انگلیسی: Will Aimson؛ زادهٔ ۳ ژوئن ۱۹۹۴) بازیکن فوتبال اهل بریتانیا است.
از باشگاه‌هایی که در آن بازی کرده‌است می‌توان به باشگاه فوتبال ترانمره راورز، باشگاه فوتبال ایستلی، باشگاه فوتبال هال سیتی، باشگاه فوتبال بلکپول، و باشگاه فوتبال تاموورث اشاره کرد.